# Baro (Guinea)
Baro ist eine Ortschaft in der Präfektur Kouroussa in der Region Kankan im Nordosten von Guinea. Die Bevölkerung des Subpräfektur Baro, die sich von der Ortschaft Baro etwa 35 km nach Süden erstreckt, betrug im Jahr 2014 15.578 Personen. Baro liegt am Fluss Niandan unweit dessen Mündung in den Niger.
Überregionale Bekanntheit erlangte Baro durch das Fest „Fête de la mare“, das alljährlich zu Beginn der Regenzeit stattfindet.

## Persönlichkeiten
- Mansa Camio (* 1954), Musiker